# Narguile

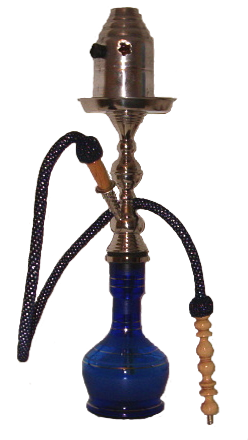
Fotografía de un narguile con un "cortavientos", accesorio que sirve para que el tabaco se cocine uniformemente.

El narguile o narguilé, en inglés conocido como shisha, o también hookah, huka, pipa de agua, pipa oriental o cachimba, es un dispositivo que se emplea para fumar tabaco de distintos sabores. La shisha/hookah es de origen persa, pero desde los primeros años del siglo XXI se ha ido implantando en países de la Unión Europea y América, ganando cierta popularidad entre un público de variada edad.

## Historia
De acuerdo con Cyril Elgood, tras la introducción del tabaco en la India por los misioneros jesuitas, el médico persa Irfan Shaikh en la corte del emperador mogol Akbar (1542-1605) inventó el hookah o narguile. Sin embargo, una cuarteta de Ahli Shirazi, un poeta persa safaví, se refiere al uso de la pipa ḡalyān (Falsafi, II, p 277;.. Semsar, 1963, p 15), por lo que su uso data, al menos, del tiempo del Shah Tahmasp I. Parece, por tanto, que Abu l-Fath Gilani debe ser acreditado como introductor de la ḡalyān, ya en uso en Persia y en la India. Por otra parte, se cree que el tabaco debe de haber llegado a Persia alrededor del año 1600; hasta entonces se fumaba en Persia e India cannabis y hachís, lo que sugiere que otra sustancia se fumaba probablemente en la cuarteta de Ahli Shirazi, quizás a través de algún otro método. Tras la introducción europea del tabaco en Persia y la India, Hakim Abul Fath Gilani, que procedía de Gilan, una provincia en el norte de Persia, emigró a Hamarastan. Más tarde trabajó de médico en la corte mogol y advirtió de los problemas de salud después de que el fumar tabaco se hiciera popular entre los nobles de la India. Posteriormente, creó un sistema que permitía al humo pasar a través del agua con el fin de ser "purificado". A raíz de su popularidad entre los nobles, este nuevo dispositivo para fumar se convirtió pronto en un símbolo de estatus para la aristocracia y la alta burguesía india.

## Partes

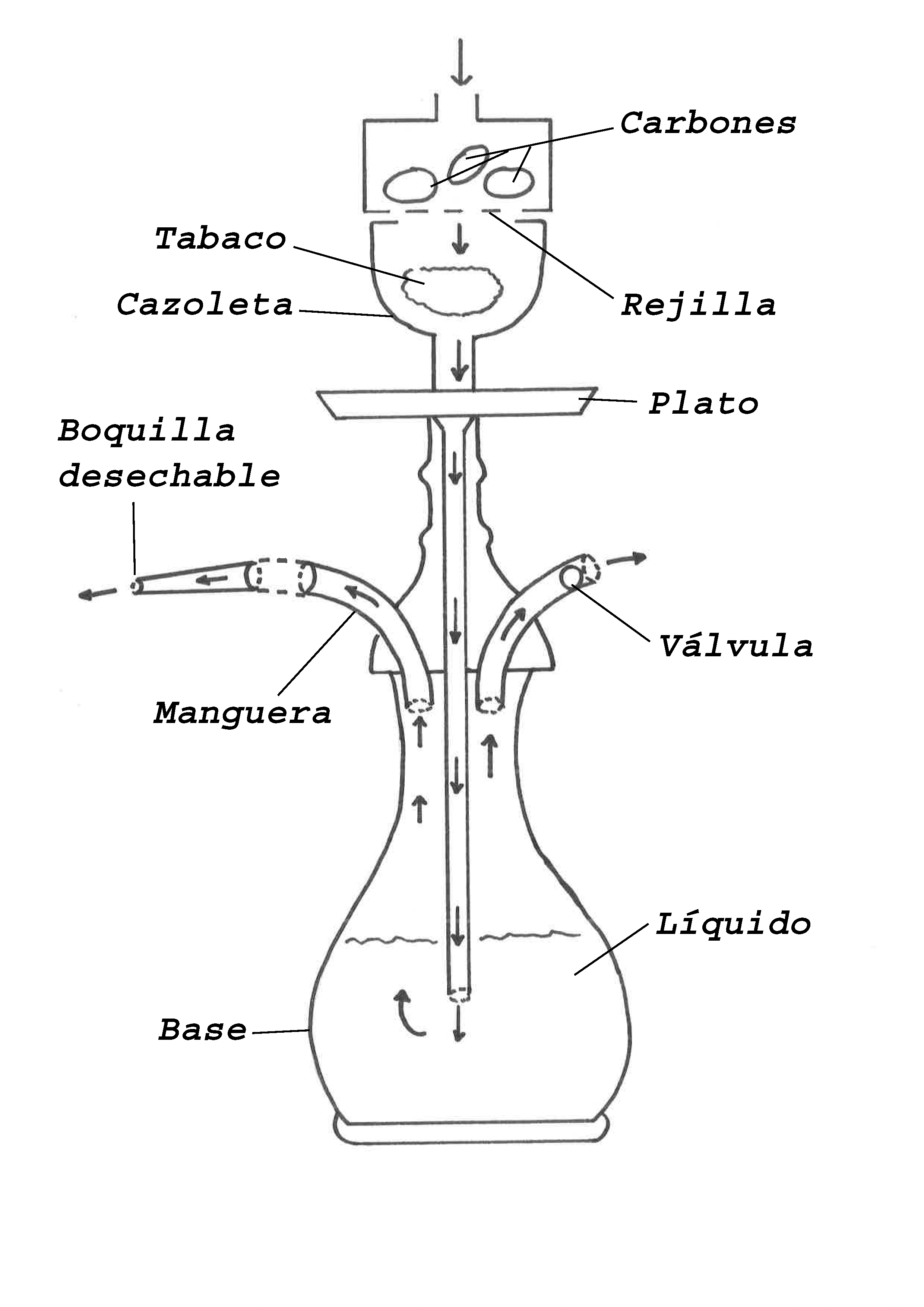
Esquema de las partes y funcionamiento de un narguile

Desde el extremo superior hacia el inferior, son las siguientes:
- Cazoleta o cacilla: suele ser de cerámica resistente al calor, en la que se coloca el tabaco, tapado por una lámina de papel de aluminio agujereada o rejilla y sobre la cual se coloca el carbón que prende el tabaco.
- Purga: pequeño conducto con una válvula que se levanta al soplar con suavidad por la manguera. Sirve para purgar el aire viciado del interior del narguile.
- Manguera, conectada a un conducto de salida de la base: a través de ella se aspira el vapor. En el extremo exterior de la manguera se conecta una boquilla desechable.
- Base: hecha de vidrio, contiene el líquido filtrante. Comúnmente agua, aunque también leche o bebidas alcohólicas, como vodka.

## Funcionamiento
La aspiración de aire por la boquilla produce una presión negativa en el contenido de la base y, de este modo, la circulación del humo del tabaco sigue un recorrido desde la cazoleta hacia el líquido, donde se mezcla. La concentración de tabaco en el líquido va aumentando y, al continuar aspirando el vapor, se absorbe una mezcla de humo de tabaco y, en su caso, componentes volátiles del líquido. 

## Tabaco

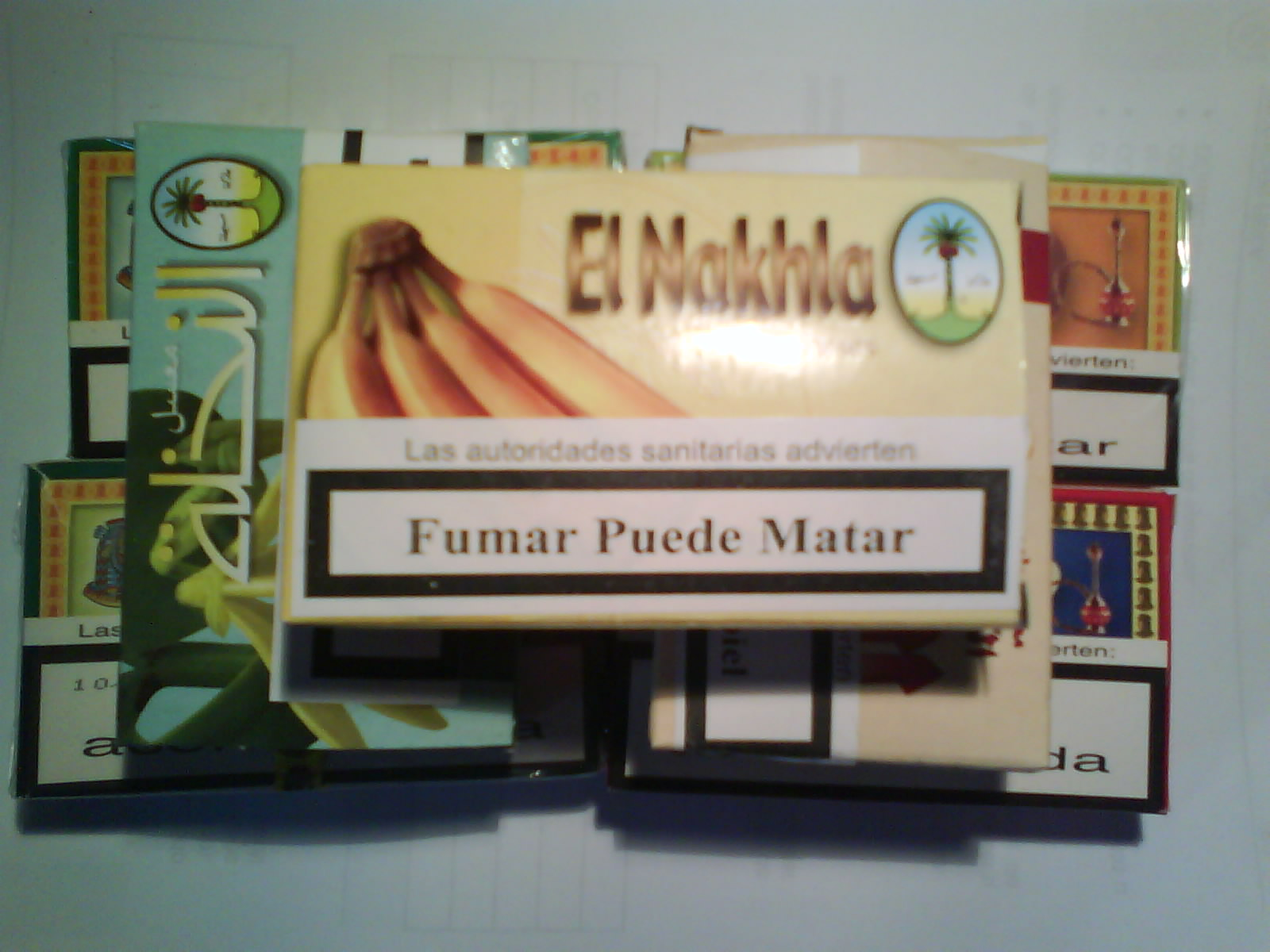
Una muestra de tabaco para narguile de diferentes sabores

El tabaco de narguile, también llamado melaza (molasses), es un tipo de tabaco especial para fumar en narguile. Este tabaco no tiene nada que ver con el de los cigarrillos, puros o picadura para liar, ya que se compone de hojas de tabaco bastante finas lavadas muchas veces y mezcladas con miel o similares, además de los aditivos para conseguir que tengan algún sabor. También existen sin hojas de tabaco, habitualmente hechas con astillas de caña de azúcar y solo incluyen la miel o melaza de caña.

## Aceptación por países

### Líbano
En el Líbano, al igual que en el resto de Oriente Próximo y Turquía, el uso dej narguile está asociado a todo tipo de personas sin distinción: hombres, mujeres, niños y ancianos. Suele ser un objeto de uso familiar y colectivo, con dos o más mangueras en el que todos los miembros se sientan juntos a hablar y fumar compartiendo pipa, siendo también muy común en las reuniones de amigos, acompañado de té o café en los cafés y teterías. Según estudios, el 44,5% de los menores de 14 años del Líbano han probado el narguile.

### Turquía
En Turquía es muy común el uso de narguile, una tradición desde el siglo XVII. Se estaba perdiendo su uso al igual que en India, pero al principio de la década del 2000, con la aparición del tabaco aromático y de sabores, los jóvenes volvieron a interesarse en la shisha, aunque se ha ido perdiendo el tabaco original turco.
Actualmente, los lugares donde se puede disfrutar de un narguile tradicional turco se llaman "barras de narguile", y son muy pocos. En ellos se ofrecen distintos tipos de té, pero el más famoso es el té de manzana, bastante extendido entre los turistas. En estos lugares no se sirven bebidas alcohólicas.

### Vietnam
En Vietnam, el narguile (comúnmente conocido como shisha) existe desde hace mucho tiempo, con el interés de los jóvenes, por lo que el pasatiempo de fumar shisha se está volviendo cada vez más popular. La mayoría de la gente piensa que fumar shisha es mejor que fumar tabaco debido a la menor cantidad de nicotina. La gente puede fumar shisha en cafés, bares de karaoke y bares en Vietnam.

#### Hookahen bares de las ciudades
El incremento de la moda entre los jóvenes ha generado un importante incremento de la hookah en los Estados Unidos, que puede ser el resultado del mercadeo de cafés de hookah. Los bares y cafés de hookah han aumentado en ciudades y poblaciones cerca de grandes colegios y universidades. Los fumadores tienen la idea de que con las hookahs se disfruta más debido al olor, el sabor y la suavidad que ofrece el tabaco endulzado, así como la experiencia aparentemente menos concentrada de fumar, en comparación con fumar cigarros que ofrecen olores más desagradables. Los fumadores con experiencia suelen añadir otros líquidos, como jugos de frutas, vino, ron, whisky y todo tipo de licores para cambiar el sabor del humo.

## Efectos sobre la salud
Según la Organización Mundial de la Salud, no existe ningún mecanismo presente en el narguile que haya demostrado que puede llegar a reducir la exposición de los fumadores a las toxinas presentes en el tabaco, al riesgo de padecer enfermedades relacionadas con su consumo o a la muerte (en contraste con la idea de que el agua presente en el narguile sirve como filtro de impurezas).
Según otro estudio, este del Departamento de Salud británico, al fumar cachimba se adquiere un nivel de monóxido de carbono en la sangre de cuatro a cinco veces mayor que al inhalar un cigarrillo.
Thomas Eissenberg, profesor asociado de psicología de la Universidad de Virginia, quien estudia el uso del narguile, afirmó que la investigación ha concluido que fumar una pipa de agua durante 45 minutos produce 36 veces más nicotina que fumar un cigarrillo durante cinco minutos.
Según un estudio realizado por la Oficina Nacional Antidrogas (ONA) a través del Observatorio Venezolano de Drogas (OVD) y con el apoyo del Grupo de Investigación en Toxicología Analítica y Estudios Farmacológicos (GITAEF) de la Universidad de Los Andes de Venezuela (ULA), el narguile contiene una alta concentración de nicotina, sustancia altamente tóxica y perjudicial para la salud.
También se debe mencionar que, en contra de las creencias populares, el narguile no se usa para fumar vapor de agua. El carbón calienta el tabaco y al aspirar el humo pasa por el cuerpo hasta llegar al agua, la cual se encarga de condensar más el humo, filtrarlo e incluso darle sabor si se ha añadido algún zumo, licor u otros. Es imposible que la pipa de agua alcance una temperatura suficiente para evaporar el agua de la base y, por tanto, el humo inhalado es el producto de la combustión del tabaco, que además contiene nicotina.

### Ley antitabaco de España de 2011

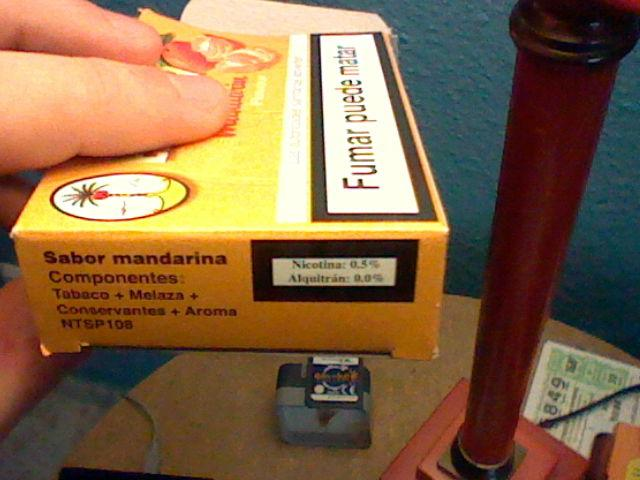
Porcentaje de nicotina y alquitrán en la marca El Nakhla

En España, la entrada en vigor de la ley antitabaco el 2 de enero del 2011 también ha cambiado el ambiente de las teterías, que basaban gran parte de su negocio en las cachimbas o shishas que hasta ahora sus clientes podían fumar mientras tomaban un té.